# Polydymit
Polydymit ist ein eher selten vorkommendes Mineral aus der Mineralklasse der „Sulfide und Sulfosalze“ mit der Endgliedzusammensetzung Ni2+Ni3+2S4 und damit chemisch gesehen Trinickeltetrasulfid. Strukturell zählt Polydymit allerdings zur Gruppe der Spinelle.
Polydymit kristallisiert im kubischen Kristallsystem und entwickelt meist oktaedrische Kristalle und Zwillinge von bis zu einem Zentimeter Größe, findet sich aber auch in Form körniger bis massiger Mineral-Aggregate. Das Mineral ist stets undurchsichtig (opak) und zeigt auf den Oberflächen der hellgrauen bis stahlgrauen Kristalle einen metallischen Glanz. Bei frischen Mineralproben ist der Metallglanz von hoher Brillanz. Da Polydymit an der Luft mit der Zeit kupferrot anlaufen kann, schwächt sich auch der Glanz ab. Die Strichfarbe von Polydymit ist dagegen schwärzlichgrau bis schwarz.
Mit Linneit (Co2+Co3+2S4) bildet Polydymit eine lückenlose Mischkristallreihe.

## Etymologie und Geschichte
Bei der Untersuchung einer Mineralprobe aus Siderit (bergmännisch: Spateisenstein) und Quarz ohne Fundortangabe, die in der Mineralsammlung der RWTH Aachen ausgestellt war, fielen Hugo Laspeyres einige sehr gut entwickelte und bis zu fünf Millimeter große, polysynthetische Oktaeder-Zwillinge eines lichtgrauen Erzes unter Milleritnadeln auf. Die qualitative Analyse ergab, dass es sich um eine bisher unbekannte Verbindung aus hauptsächlich Nickel und Schwefel mit unwesentlichen Anteilen von Eisen handelte.
An der Universität Gießen fand Laspeyres zwei weitere Stufen mit den gleichen Kristallen, die dem Etikett nach „aus dem Siegenschen“ und aus „Grünau in der Grafschaft Sayn-Altenkirchen“ stammten. Für Laspeyres stand damit außer Frage, dass auch die erste Stufe aus einem dieser Fundorte stammte. Laspeyres benannte das neu entdeckte Mineral in seiner Erstbeschreibung 1876 in Anlehnung an dessen häufige Vorkommen in Form von Kristallzwillingen nach den altgriechischen Worten πολύ polý für ‚viel‘ und δυμος didymos für ‚Zwilling‘.
Aufgrund der Forschungen Laspeyres gilt derzeit die seit 1912 stillgelegte Eisenerz-Grube Grüne Au (siehe auch Grube Eisernhardt) mit Sideritgängen sowie Kupfer-, Cobalt- und Nickelerzen (auch Grüne Aue oder Grüneau) bei Schutzbach im Landkreis Altenkirchen (Westerwald) in Rheinland-Pfalz als Typlokalität.
Ein Aufbewahrungsort für das Typmaterial des Minerals ist nicht bekannt.

## Klassifikation
Die strukturelle Klassifikation der International Mineralogical Association (IMA) zählt den Polydymit zur „Spinell-Supergruppe“, wo er zusammen mit Cadmoindit, Cuprorhodsit, Daubréelith, Greigit, Indit, Joegoldsteinit, Kalininit, Linneit, Siegenit, Violarit und Xingzhongit die „Linneit-Untergruppe“ innerhalb der „Thiospinelle“ bildet (Stand 2019).
Bereits in der veralteten 8. Auflage der Mineralsystematik nach Strunz gehörte der Polydymit zur Mineralklasse der „Sulfide und Sulfosalze“ und dort zur Abteilung der „Sulfide mit [dem Stoffmengenverhältnis] M : S < 1 : 1“, wo er zusammen mit Bornhardtit, Carrollit, Daubréelith, Greigit, Indit, Linneit, Siegenit, Trüstedtit, Tyrrellit und Violarit die „Linneit-Reihe“ mit der System-Nr. II/C.01 bildete.
Im zuletzt 2018 überarbeiteten und aktualisierten Lapis-Mineralienverzeichnis nach Stefan Weiß, das sich aus Rücksicht auf private Sammler und institutionelle Sammlungen noch nach dieser alten Form der Systematik von Karl Hugo Strunz richtet, erhielt das Mineral die System- und Mineral-Nr. II/D.01-30. In der „Lapis-Systematik“ entspricht dies ebenfalls der Abteilung „Sulfide mit Metall : S,Se,Te < 1 : 1“, wo Polydymit zusammen mit Bornhardtit, Cadmoindit, Carrollit, Cuprokalininit, Daubréelith, Fletcherit, Florensovit, Greigit, Indit, Kalininit, Linneit, Siegenit, Trüstedtit, Tyrrellit und Violarit die „Linneit-Gruppe“ mit der System-Nr. II/D.01 bildet.
Auch die seit 2001 gültige und von der IMA zuletzt 2009 aktualisierte 9. Auflage der Strunz’schen Mineralsystematik ordnet den Polydymit in die Klasse der „Sulfide und Sulfosalze“ und dort in die Abteilung der „Metallsulfide mit M : S = 3 : 4 und 2 : 3“ ein. Diese ist weiter unterteilt nach dem genauen Stoffmengenverhältnis, so dass das Mineral entsprechend seiner Zusammensetzung in der Unterabteilung „M : S = 3 : 4“ zu finden ist, wo es zusammen mit  Bornhardtit, Cadmoindit, Carrollit, Cuproiridsit, Cuprorhodsit, Daubréelith, Ferrorhodsit, Fletcherit, Florensovit, Greigit, Indit, Kalininit, Linneit, Malanit, Siegenit, Trüstedtit, Tyrrellit, Violarit und Xingzhongit die „Linneit-Gruppe“ mit der System-Nr. 2.DA.05 bildet.
Die von der Mineraldatenbank „Mindat.org“ weitergeführte Strunz-Klassifikation, die sich im Aufbau nach der 9. Auflage der Strunz’schen Mineralsystematik richtet, führt in der Gruppe 2.DA.05 auch die nach 2009 neu beschriebenen Spinelle Berndlehmannit, Cuprokalininit, Joegoldsteinit, Nickeltyrrellit und Shiranuiit auf. Die Spinelle Ezochiit und Grimmit werden hier zusammen mit Ferrodimolybdänit (FeMo2S4), Zaykovit (Rh3Se4) und Zolenskyit (FeCr2S4) der allgemeineren Gruppe 2.DA (Metallsulfide mit M:S=3:4) zugewiesen.
Die vorwiegend im englischen Sprachraum gebräuchliche Systematik der Minerale nach Dana ordnet den Polydymit ebenfalls in die Klasse der „Sulfide und Sulfosalze“ und dort in die Abteilung der „Sulfidminerale“ ein. Auch hier ist er in der „Linneitgruppe (Isometrisch: Fd3m)“ 02.10.01 innerhalb der Unterabteilung „Sulfide – einschließlich Seleniden und Telluriden – mit der Zusammensetzung AmBnXp, mit (m+n) : p = 3 : 4“ zu finden.

## Chemismus
In reiner Form besteht Polydymit (Ni2+Ni3+2S4) aus 57,85 % Nickel (Ni) und 42,15 % Schwefel (S).
Hugo Laspeyres stellte allerdings bereits bei seinen ersten Analysen zur Ermittlung der chemischen Zusammensetzung fest, dass das Mineral oft durch dessen Matrix aus Siderit (Fe[CO3]) und Quarz (SiO2) sowie durch Fremdbeimengungen von verschiedenen Sulfiden wie Bismuthinit (Wismutglanz, Bi2S3), Boulangerit (Pb5Sb4S11), Gersdorffit (Arsennickelkies, NiAsS), Millerit (NiS) und Ullmannit (Antimonnickelkies, NiSbS) verunreinigt ist; möglicherweise auch durch Galenit (Bleiglanz, PbS) und Chalkopyrit (Kupferkies, CuFeS2). Als Zersetzungsprodukte von Polydymit können zudem Morenosit (Nickelvitriol, Ni(SO4)·7H2O) und Schwefel beigemengt sein.

## Kristallstruktur
Polydymit kristallisiert kubisch in der Raumgruppe Fd3m (Raumgruppen-Nr. 227) mit dem Gitterparameter a = 9,47 Å sowie 8 Formeleinheiten pro Elementarzelle.

## Eigenschaften
Polydymit hat die Eigenschaft, beim Erhitzen stark zu dekrepitieren, das heißt unter knisterndem Geräusch zu zerspringen. Lötrohrversuche lassen sich daher nur in einem geschlossenen Kolben durchführen. Stärker erhitzt bilden sich gelbe Sublimate von Schwefel und gelblichbraune Sublimate von Arsensulfid. Der im Kolben verbleibende Rückstand lässt sich auf Kohle leicht zu einer schwarzgrünen magnetischen Kugel schmelzen.
In Salzsäure ist Polydymit unlöslich. In Salpetersäure löst er sich dagegen unter Abscheidung von Schwefel zu einer nach dem Erkalten und Verdünnen mit Wasser klaren grünen Lösung.

## Bildung und Fundorte
Polydymit entsteht vorwiegend in hydrothermal gebildeten Gängen. Als Begleitminerale treten je nach Fundort unter anderem Bismuthinit, Chalkopyrit, Galenit, Millerit, Pyrrhotin, Pyrit, Gersdorffit, Ullmannit, Sphalerit, Quarz, Siderit auf.
Als eher seltene Mineralbildung kann Polydymit an verschiedenen Orten zum Teil zwar reichlich vorhanden sein, insgesamt ist er aber wenig verbreitet. Als bekannt gelten bisher rund 140 Fundorte (Stand 2019). Neben seiner Typlokalität, der Grube Grüne Au bei Schutzbach, fand sich das Mineral in Rheinland-Pfalz noch in der nahe gelegenen Grube Pius sowie in den Gruben Wingertshardt bei Katzwinkel, Käusersteimel, Fischbacher Werk und Lammerichskaule im Landkreis Altenkirchen.
Weitere in Deutschland bekannte Fundorte sind unter anderem die Grube Clara bei Oberwolfach (Bezirk Freiburg) in Baden-Württemberg sowie die Grube Klappertshardt nahe Hummerzheim bei Bad Münstereifel, die Gruben Aurora und Dörnberg der Ramsbecker Gewerkschaft, die Grube Neue Hoffnung bei Wilnsdorf, die Grube Wilder Mann (auch Wildermann) bei Müsen, die Grube Eiserner Union und die Grube Brüderbund im Bezirk Arnsberg in Nordrhein-Westfalen.
In Österreich konnte Polydymit bisher nur in einem Serpentinit-Steinbruch bei Dietmannsdorf an der Wild und in den korund- und serpentinhaltigen Plagioklasfelsen bei Wolfsbach (Gemeinde Drosendorf-Zissersdorf) in Niederösterreich sowie am Brennkogel in den Hohen Tauern und an mehreren Stellen im Schwarzleograben in der Gemeinde Leogang im Salzburger Land gefunden werden.
Weitere Fundorte liegen unter anderem in Australien, China, Finnland, Griechenland, Italien, Japan, Kanada, Namibia, Rumänien, Russland, Simbabwe, der Slowakei, Spanien, Südafrika, Tschechien und den Vereinigten Staaten von Amerika.